# Pintor de Hefesto

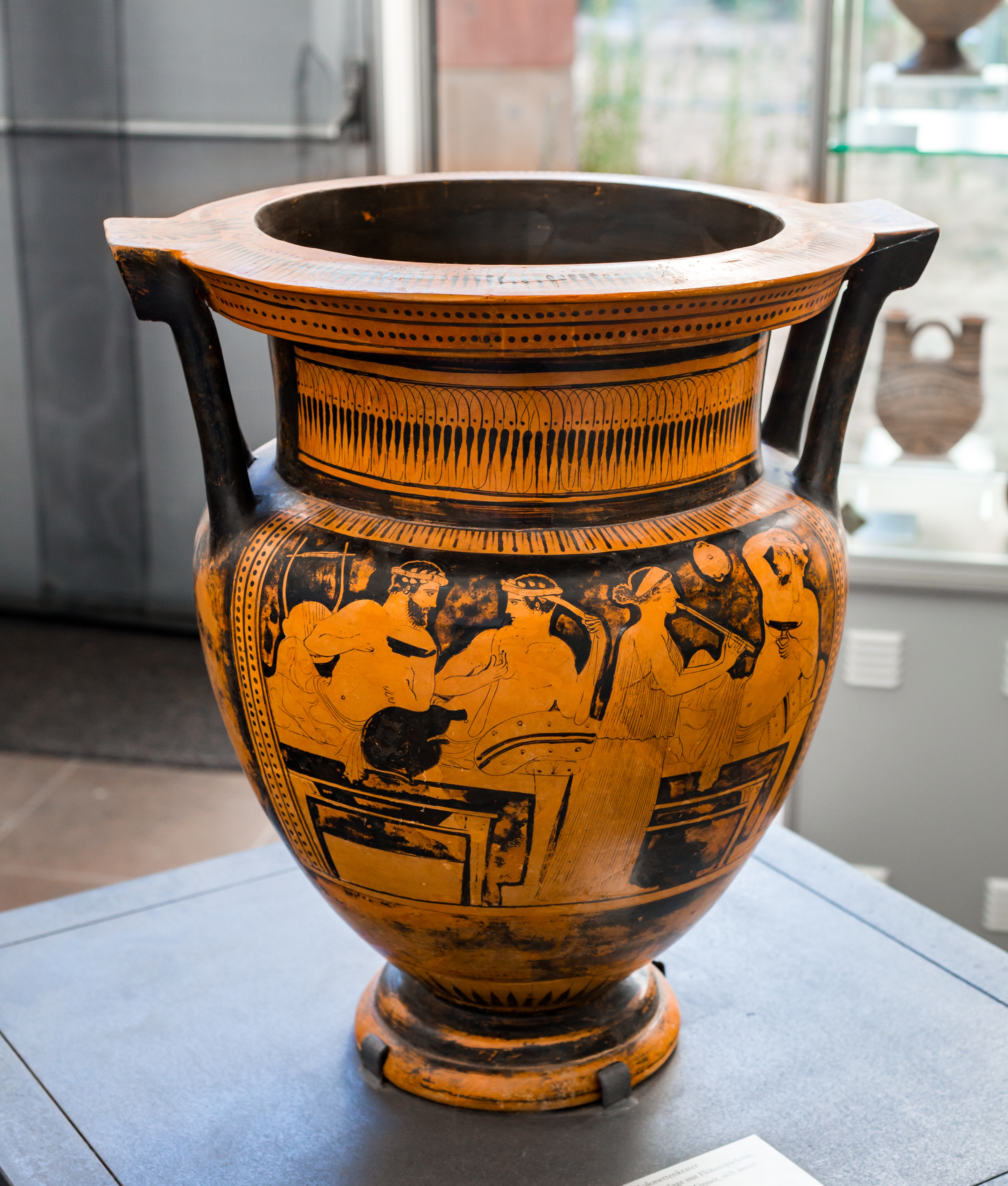
Crátera de columnas de cerámica ática de figuras rojas que representa una escena de un simposio, Museo Arqueológico 87.20, Fráncfort del Meno.

El Pintor de Hefesto es el nombre convenido de un pintor ático de vasos de figuras rojas, activo en la segunda mitad del siglo V a. C.
El Pintor de Hefesto, un pintor de vasos clásico, pertenece a un grupo de siete manieristas posteriores, que el historiador de arte británico John Beazley ha designado como el Grupo N.H., en honor a las iniciales de sus dos miembros más hábiles: el Pintor de Nausícaa y el Pintor de Hefesto. Su nombre deriva de su pintura de figuras rojas de Hefesto, que decora una Crátera de columnas conservada en el Museo Arqueológico Nacional de Nápoles n.º inv. 81402. Este vaso representa la escena del regreso de Hefesto al Olimpo. Pintó aquí hasta cinco figuras, un número inusualmente grande para un manierista tardío. Hefesto es acompañado en su regreso por dos sátiros con ánforas de pico, ménades con antorchas y el dios Dioniso apoyado en su tirso.
Se conservan aproximadamente cincuenta vasos suyos. Al igual que otros manieristas posteriores, se especializó en la decoración de vasos de mayor tamaño, especialmente cráteras columnares, pélice,s en las que la escena figurativa de los lados A y B está siempre bordeada por bandas decorativas, según el método típico de los veinticinco años anteriores, hidrias, decoradas en el hombre del vaso, y cráteras de campana. Sus obras a menudo representan historias mitológicas e inusuales, desde la conmovedora escena de la muerte de Procris (hija de Erecteo), pasando por Orestes (hijo de Agamenón) siendo atacado por las erinias, hasta la dramática escena de Teseo luchando contra monstruos y bandidos. Crátera de columnas de figuras rojas del Antikensammlung n.º inv .214735y  Museo de Pérgamo n.º inv. 3199. Atribuida al Pintor de Hefesto, el lado A representa a un hombre observando a los guerreros arrodillados Aquiles y Áyax el Grande jugando una partida de dados (aparentemente un juego con astrágalos), en presencia de la diosa Atenea. Atenea y los guerreros están representados en una plataforma o pedestal. Estas tres figuras han sido identificadas por tanto como estatuas más que como participantes vivos de la escena, lo que explicaría la cuarta figura de la izquierda, un joven con abrigo y sombrero de viaje, que no está de pie sobre un pedestal sino que se acerca y levanta la mano en señal de saludo (o de respeto). Basándose en la representación característica, casi fidiasiana de Atenea (con una pequeña figura de Nike en la palma de su mano), el arqueólogo suizo Karl Schefold y otros han ido más allá y han vinculado esta representación con una estatuaria perdida en la Acrópolis de Atenas. Aunque se trata de una hipótesis, su afirmación está apoyada por el descubrimiento de fragmentos de mármol arcaico en la Acrópolis (de las ruinas del saqueo persa de 480 a. C.) que se interpretan como los restos de una escultura exenta de dos jugadores masculinos arrodillados con astrágalos y una figura de Atenea de la última década del siglo VI a. C.  Esta pintura es una prueba para ellos de que la estatuaria destruida fue sustituida por una nueva durante el siglo de Pericles.